# Pambolus pulchricornis
Pambolus pulchricornis är en stekelart som beskrevs av Szepligeti 1913. Pambolus pulchricornis ingår i släktet Pambolus och familjen bracksteklar. Inga underarter finns listade i Catalogue of Life.